# Tomás Hirsch
Pour les articles homonymes, voir Hirsch.
Tomás René Hirsch Goldschmidt, né le 19 juillet 1956 à Santiago, est un homme politique et un entrepreneur chilien.

## Biographie
Tomás Hirsch est né le 19 juillet 1956 à Santiago au Chili, de parents juifs allemands. Sa mère, Lysa Goldschmidt, est arrivée au Chili avant la Seconde Guerre mondiale, tandis que son père, Jorge Hirsch, y est arrivé en fuyant les camps de concentration.
Il est de 1994 à 1999 le président du Parti humaniste du Chili. Candidat à l'élection présidentielle de 1999 pour le Parti humaniste, il obtient 0,51 % des voix. Il est aussi candidat aux élections municipales à Santiago du Chili en 2000 où il obtient 1,72 % des voix.
Il est le candidat de la coalition Juntos Podemos Más (union de tendance communiste) pour l'élection présidentielle du 11 décembre 2005 au cours de laquelle il obtient 5,40 % des votes.